# The Respect Issue
Albums de Emmure
Goodbye to the Gallows
(2007) Felony
(2009)
The Respect Issue est le deuxième album studio du groupe de Deathcore américain Emmure. L'album est sorti le 13 mai 2008 sous le label Victory Records.
Le boxeur sur la pochette de l'album est en fait le catcheur Kurt Angle. Durant la période ou l'album est sorti, Angle portait un t shirt de Emmure pendant les matchs diffusés par TNA iMPACT! afin de promouvoir l'album.
L'album a débuté à la 141e place du classement Billboard 200. Dans la semaine suivant sa sortie, plus de 5,000 exemplaires de l'album ont été vendus.

## Liste des morceaux
1. Young, Rich, and Out of Control - 1:14
2. Sound Wave Superior - 2:42
3. I Only Mean Half of What I Don't Say - 2:38
4. False Love in Real Life - 3:39
5. Chicago's Finest - 2:46
6. Tales from the Burg - 3:39
7. Rough Justice - 3:10
8. Snuff 2: The Resurrection - 3:08
9. Dry Ice - 3:04
10. You're More Like Friend Without the 'R' - 3:00